# St. Osyth
St. Osyth är en by och en civil parish i Tendring i Storbritannien. Den ligger i grevskapet Essex och riksdelen England, i den sydöstra delen av landet, 90 km öster om huvudstaden London. Orten har 4 119 invånare (2001). Byn nämndes i Domedagsboken (Domesday Book) år 1086, och kallades då Cice/Cita.
Klimatet i området är tempererat. Årsmedeltemperaturen i trakten är 11 °C. Den varmaste månaden är juli, då medeltemperaturen är 22 °C, och den kallaste är februari, med 2 °C.